# Roth (Apfelstädt)
Die Roth, alternativ auch Rot,  ist ein linker Nebenfluss der Apfelstädt in Thüringen. Sie bildet mit ihrem Zufluss Rettbach den Oberflächenwasserkörper Roth. Die Wasserkörper-ID ist DETH_564266_0+12. Im Zusammenhang mit dem Ort Siebleben und dem Siebleber Teich wird der Bach häufig zitiert.

## Gewässerklassifizierung
In der Typisierung der Fließgewässer nach der Wasserrahmenrichtlinie ist sie dem Typ VI, feinmaterialreiche, karbonatische Mittelgebirgsbäche zugeordnet. Sie gilt als künstlich verändertes Gewässer, dessen ökologischer Zustand und ökologisches Potential als schlecht eingeschätzt wird. Der chemische Zustand im Sinne der Wasserrahmenrichtlinie ist gut. Trotz der Defizite in der Gewässerstruktur sind für den Oberflächenwasserkörper Roth im Maßnahmenprogramm der Flußgebietsgemeinschaft Elbe bis 2015 keine Maßnahmen vorgesehen. Für die Roth wurde somit die Ausnahmeregelung gemäß Artikel 4 der WRRL in Anspruch genommen.
Nach § 3 des Thüringer Wassergesetzes hat das Gewässer den Status eines Gewässers II. Ordnung und steht damit im Eigentum und in der Unterhaltungslast der Gemeinden, die von dem Gewässer durchflossen werden.

## Verlauf
Das Gewässer entspringt in einer Höhe von 284 m ü. NN in einer Kleingartenanlage südwestlich von Schloss Mönchhof. Die Quelle ist in einer einfachen Quellgrotte gefasst. Die Quellschüttung ist stets gleich hoch. Schon nach 300 m ist der Bachlauf begradigt und begleitet in gerader Linie den Südrand der Ortslage von Siebleben. Kurz vor dem Mönchspark nimmt er das Wasser eines von Süden kommenden Baches auf. Die Roth passiert die beiden Schlossteiche in 100 bis 30 m Entfernung und fließt nördlich des Siebleber Sportplatzes in einer Kurve weiter in Richtung Nordost. Beim Krautgarten macht der Bach einen Rechtsknick und fließt nördlich des Siebleber Teichs in Richtung Südost. Östlich des Siebleber Teichs nimmt die Roth den Überlauf aus dem Teich auf und hat an dieser Stelle 20 m Gefälle hinter sich.
Zwischen Siebleben und Tüttleben nimmt die Roth im Siebleber Ried das Wasser aus Entwässerungsgräben auf. So z. B. das Wasser des Schluftergrabens, des Riedgrabens aus Richtung Seebergen, des Heulachsgrabens (Wächs-Quelle) und des Seltengrabens, die alle der Entwässerung des Rieds dienen. In Cobstädt vereinigt sie sich mit ihrem wasserreichsten Zufluss, dem Rettbach. Nach Unterquerung des Bahndamms der Thüringer Stammbahn am Bahnhof Wandersleben mündet sie nach wenigen hundert Metern in einer Höhe von 258 m ü. NN in die Apfelstädt.

### Siebleber Ried
Aus geschichtlichen Unterlagen ist zu entnehmen, dass das Siebleber Ried mit dem heutigen Teichgelände der Rest eines eiszeitlichen Sees darstellt. Hier ist vermutlich auch die Namensgebung von Seeberg und Seebergen zu suchen. Zur Schaffung fruchtbaren Geländes wurde das Gebiet über den Roth-Bach entwässert. Hierzu erging durch das Gothaer Stadtparlament Ende des 17. Jahrhunderts unter Androhung einer Strafe von zehn Reichstalern bei Nichtbefolgung der Befehl an die Gemeinden Tüttleben und Cobstädt, ihre Gräben zu öffnen, damit das Wasser aus dem Ried abfließen kann. Die herzogliche Anordnung hierzu datiert vom 23. September 1697. Nach harten Verhandlungen mit der herzoglichen Regierung erhielten die Gemeinde Siebleben und das benachbarte Gut Mönchshof am 22. Juni 1709 für das Ried das Triftrecht. Erst am 14. Mai 1717 lag der erste Entwurf für den Teichbau vor, und im Juni wurde mit dem Aushub anstelle der größeren spätglazialen Wasserfläche begonnen, die heute über einen Graben zur Roth entwässert.

## Namensherkunft
Mangels urkundlicher Belege ist die Namensherkunft nicht eindeutig festzustellen. Möglich ist aber eine Namensgebung aus dem althochdeutschen rod bzw. dem mittelhochdeutschen rot, basierend auf roter Färbung des Bachwassers.
In der Bevölkerung kursiert die Vermutung, dass im 3. Jahrhundert n. Chr. am Großen Seeberg in einer Schlacht zwischen den Römern und Germanen so viele Soldaten den Tod gefunden hätten, dass deren Blut den Bach rot gefärbt habe, was zur Namensgebung geführt hätte.

## Trivia
- Nach dem Gewässer sind Straßen in Siebleben (An der Rot)[12] und Wandersleben (An der Roth)[13] benannt.
- Die Flussgebiete der nur wenige Kilometer entfernten Nesse und der Roth sind durch einen Höhenrücken getrennt, der wahrscheinlich frühgeschichtlich als Weg verwendet wurde.[14] Heute führt hier die B 7 auf dem Abschnitt von Erfurt nach Gotha entlang.[1]

## Impressionen

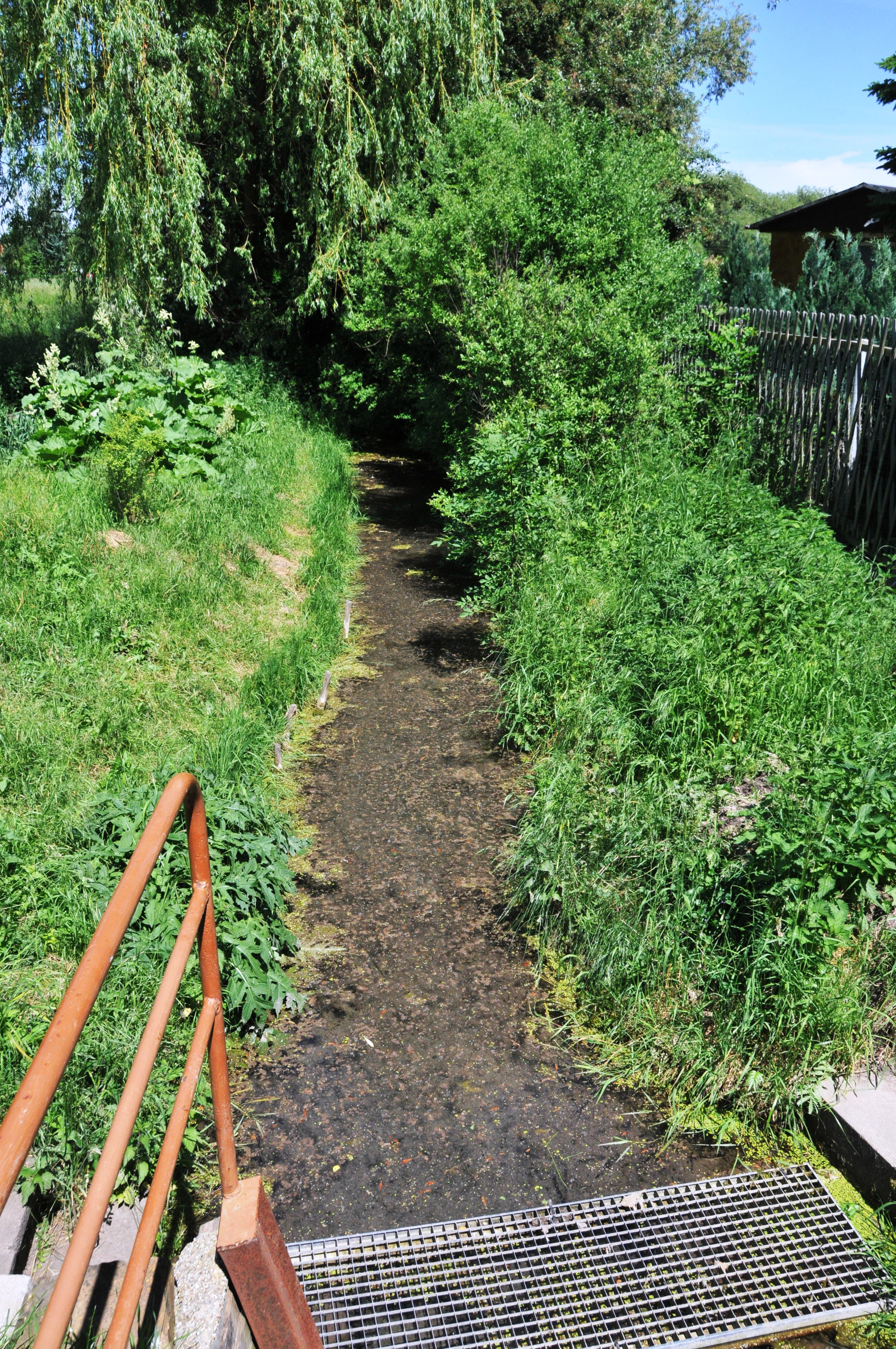
Die Rot von der Quelle aus gesehen
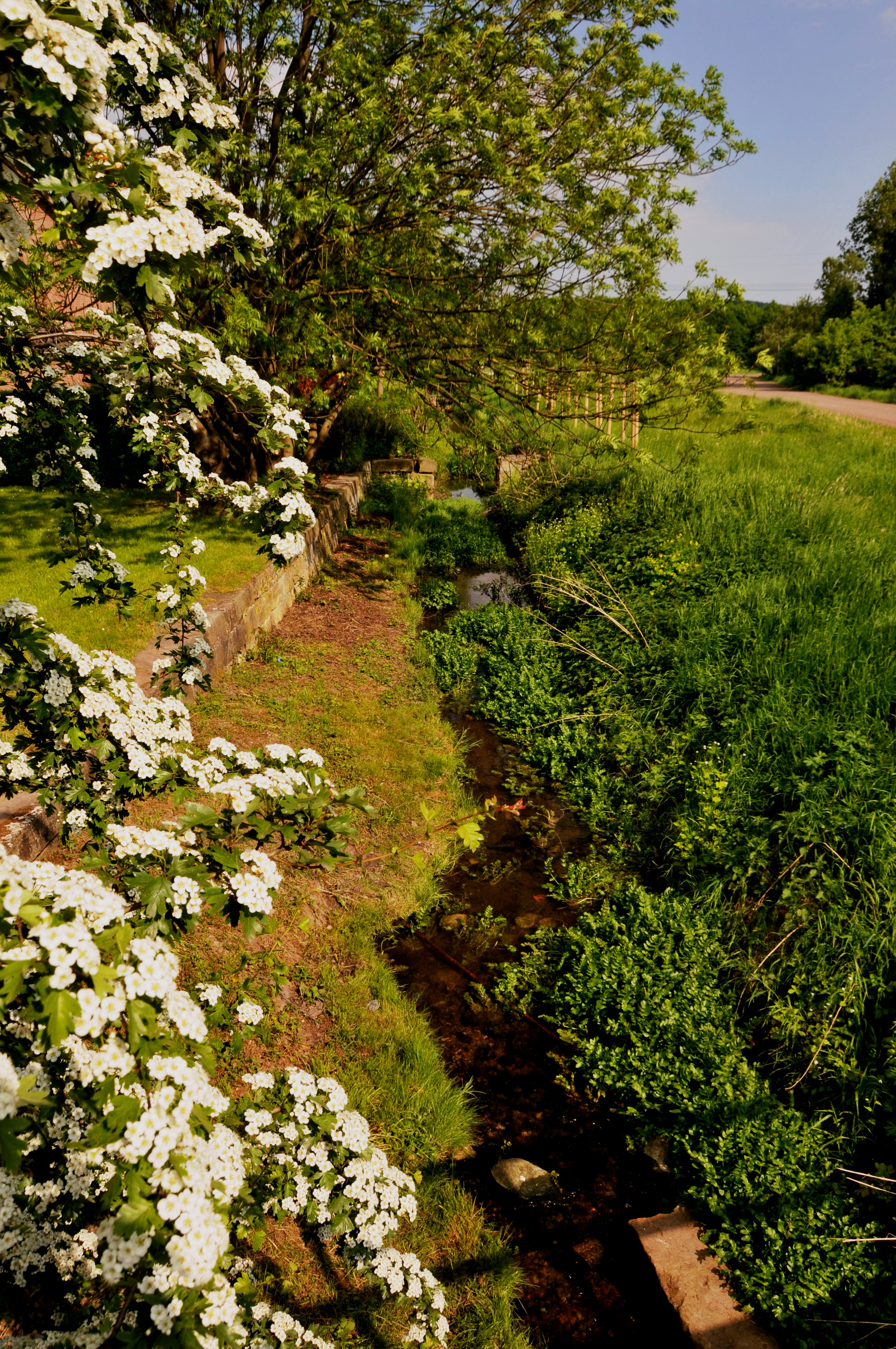
Zuflussgraben zur Rot am südlichen Ortsrand von Siebleben
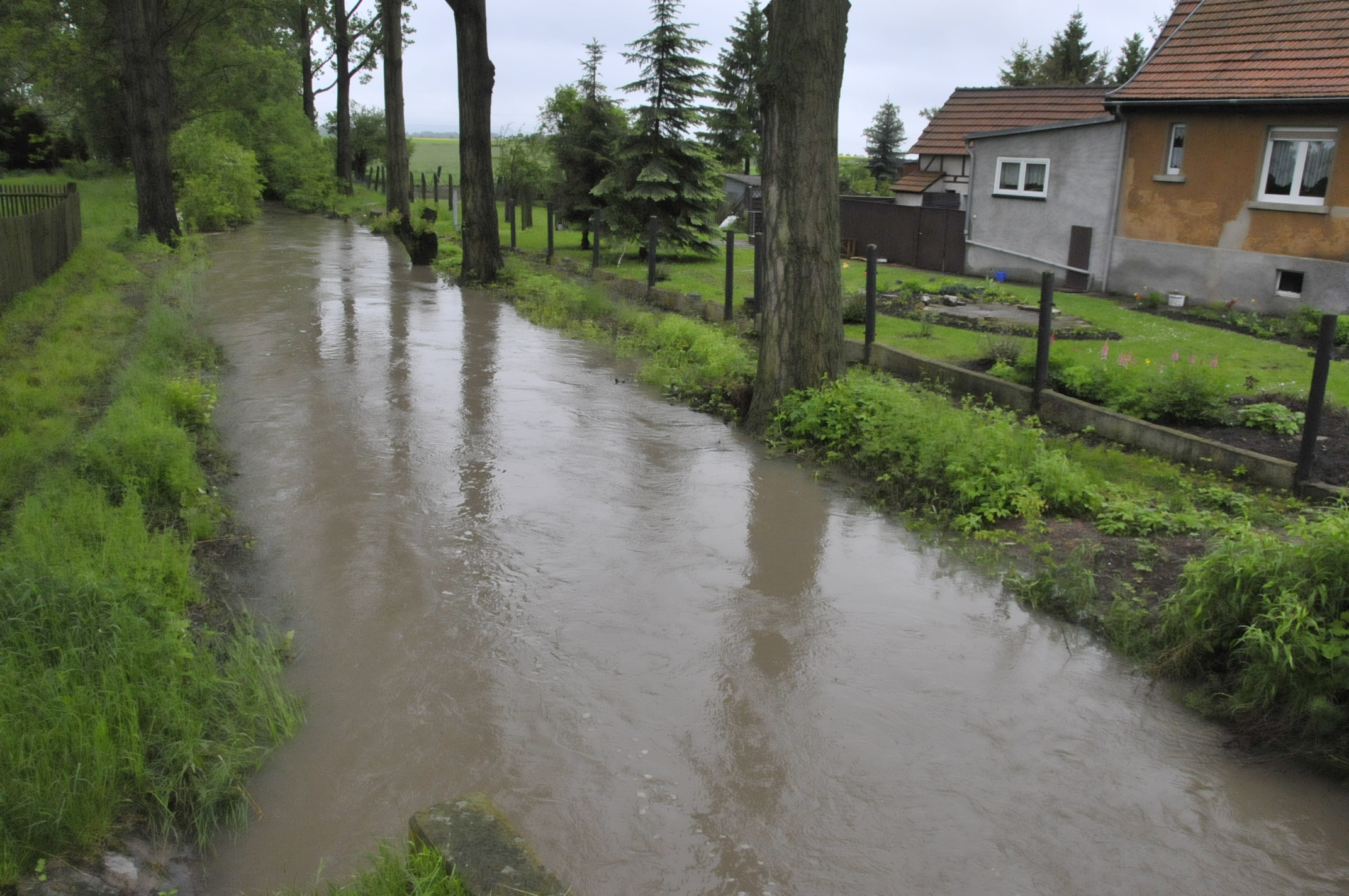
Die Rot in Cobstädt beim Hochwasser am 1. Juni 2013
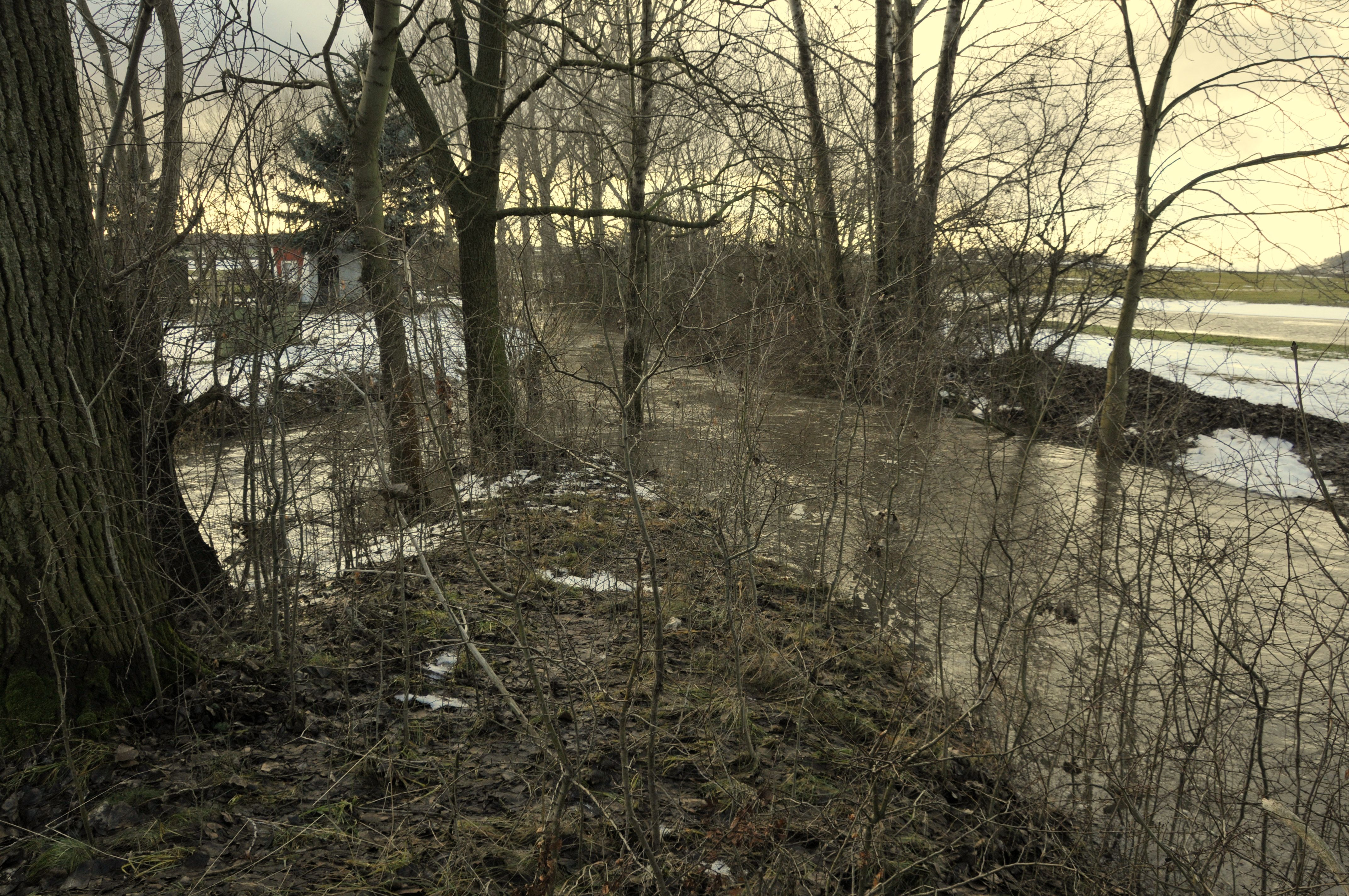
Mündungsbereich: von links der Rettbach, von rechts die Rot, während des Januar-Hochwassers 2011
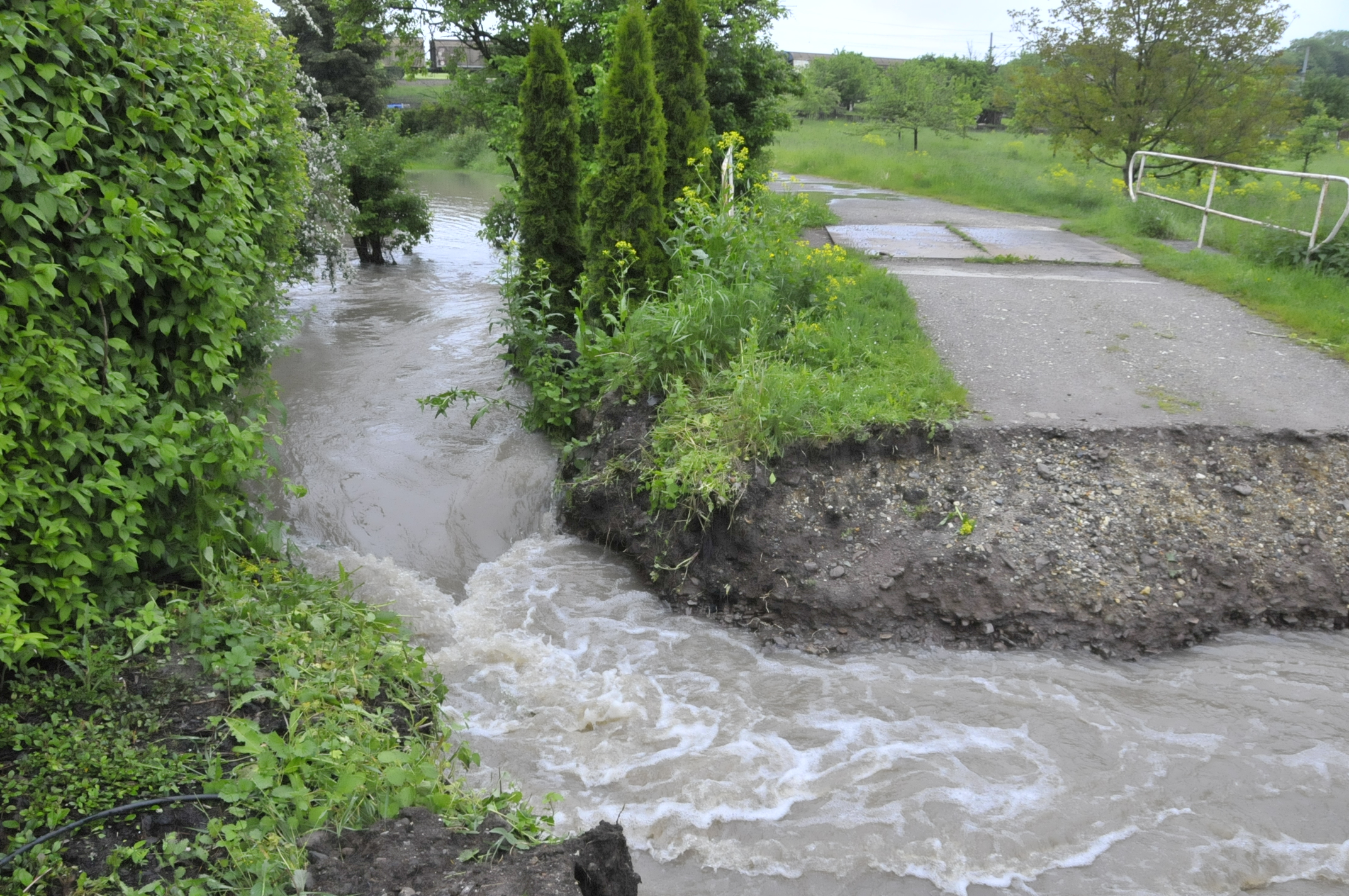
Der Straßendurchbruch für die Rot in der Wanderslebener Bahnhofstraße, während des Hochwassers am 1. Juni 2013. Der Durchlass unter der Brücke ist für die Wassermassen zu eng.